# Lupin III.: Part 1
Lupin III.: Part 1, ursprünglich unter dem Titel Lupin III (jap. ルパン三世, Rupan Sansei) ausgestrahlt, ist die erste japanische 23 Episoden umfassende Animeadaption der gleichnamigen Manga-Serie von Monkey Punch.

## Handlung
Arsène Lupin III, Enkel des Meisterdiebs Arsène Lupin, ist ein weltweit gesuchter Dieb, der zusammen mit Daisuke Jigen, einem Meisterschützen, und Fujiko Mine, einer Femme fatale, die wertvollsten Schätze der Welt stiehlt. Nach anfänglichen Reibereien schließt sich der Gruppe auch Samuraimeister Geomon Ishikawa XIII. an.

Immer der Gruppe auf der Spur ist Inspektor Zenigata der Polizei Tokios, doch Lupin III. und seine Kameraden schaffen es immer wieder, ihm zu entkommen.

## Produktion
Die Idee, Monkey Punchs Lupin III. Manga als Anime zu adaptieren, stammte von Gisaburō Sugii. Yutaka Fujioka, der Gründer von Tokyo Movie Shinsha, war von dem Vorschlag angetan, doch hatte die damals noch kleine Firma nicht die finanziellen Mittel, eine Anime-Serie basierend auf dem Manga zu produzieren. Deshalb wurde 1969 nur ein kurzer CinemaScope-Pilotfilm produziert, um Interesse für das Projekt zu wecken und mögliche Produzenten und Investoren zu finden. Der Pilotfilm, der hauptsächlich aus kurzen aus dem Manga adaptierten Szenen bestand und mit kurzen Beschreibungen der fünf Hauptfiguren ergänzt wurde, wurde von einem kleinen Team geschrieben und animiert. Dieses bestand aus Gisaburō Sugii, Yasuo Otsuka, Tsutomu Shibayama und Osamu Kobayashi. Zusätzlich fungierte Masaaki Ōsumi als Supervisor des Projekts und Reiji Koyama war für die Hintergründe im Film verantwortlich. Die Musik des Pilots stammte von Norio Maida und die Dialoge wurde von Jiro Saito und Toshiaki Imaizumi geschrieben.

Obwohl die Animationsqualität des Pilotfilms auf einem sehr hohen Niveau war, konnte man nur wenig Interesse für das Projekt wecken, da vor allem der ernste erwachsene Ton, der Grad an Gewalt und sexuelle Darstellungen bemängelt wurden.

1971 willigte der japanische TV-Sender Yomiuri TV ein, eine Anime-Serien-Adaption des Mangas in seinem Programm zu senden, woraufhin Tokyo Movie Shinsha Masaaki Ōsumi und Yasuo Otsuka beauftragte eine 26-teilige Serie zu produzieren. Ōsumi übernahm daraufhin den Regieposten bei der Serie und Otsuka widmete sich dem Charakter-Design für die Anime-Adaption.

Die Ausstrahlung begann am 24. Oktober 1971 und bereits nach wenigen Episoden wurde von Kritikern und Zuschauern der erwachsene Ton der Serie und die apathische Einstellung von Lupin und seinen Freunde gegenüber ihren Opfern und anderen in der Serie auftauchenden Figuren kritisiert. Masaaki Ōsumi wurde aufgrund der Kritiken und mäßigen Einschaltquoten gebeten, Änderungen an der Serie vorzunehmen. Als Ōsumi es ablehnte, entsprechende Änderungen umzusetzen, wurde er durch Hayao Miyazaki und Isao Takahata ersetzt und man änderte die Charaktere der Hauptfiguren entsprechend den Kritiken: Lupin III. wurde gutmütiger, Jigen wurde freundlicher, Fujikos erotisches Verhalten wurde deutlich zurückgeschraubt und Geomons anachronistische Weltanschauungen wurden vermehrt für komödiantische Momente benutzt.

Trotz der Änderungen verbesserten sich die Quoten nur minimal, weshalb die Serie nach 23 Episoden von Yomiuri TV abgesetzt wurde. Die letzten drei bestellten Episoden wurden nicht fertiggestellt.

## Besetzung
Die deutsche Synchronisation entsteht unter der Dialogregie von Patrick Keller, bei der Oxygen Sound Studios GmbH in Berlin. Für das deutsche Dialogbuch zeichnete Lars Waltl verantwortlich.
| Rolle                | Japanischer Sprecher                       | Deutscher Synchronsprecher |
| -------------------- | ------------------------------------------ | -------------------------- |
| Arsène Lupin III     | Taichirō Hirokawa (Pilotfilm) Yasuo Yamada | Peter Flechtner            |
| Daisuke Jigen        | Kiyoshi Kobayashi                          | Tilo Schmitz               |
| Fujiko Mine          | Eiko Masuyama (Pilotfilm) Yukiko Nikaido   | Sarah Riedel               |
| Goemon Ishikawa XIII | Gorō Naya (Pilotfilm) Chikao Ōtsuka        | Peter Reinhardt            |
| Inspektor Zenigata   | Shinsuke Chikaishi (Pilotfilm) Gorō Naya   | Stefan Staudinger          |
| Mister X             | Junpei Takiguchi                           | Engelbert von Nordhausen   |
| Baiju                | Eimei Esumi                                | Uve Teschner               |
| Linda                | Reiko Mutō                                 | Patrizia Carlucci          |
| Dr. Heinlein         | Koichi Chiba                               | Christian Toberentz        |
| Stern                | Osamu Kobayashi                            | Oliver Stritzel            |
| Momochi              | Masashi Amenomori                          | Axel Lutter                |
| Sichelwiesel         | Chikao Ohtsuka                             | Andreas Conrad             |
| Tatsu                | Kei Tomiyama                               | Dirk Bublies               |
| Juniortüte           | Osamu Katō                                 | Robert Beyer               |
| Jito-Ryu-Meister     | Ichirō Nagai                               | Roman Kretschmer           |
| Lupin II             | Yonehiko Kitagawa                          | Nicolas Böll               |
| Mr. Gold             | Ushio Shima                                | Helmut Gauß                |
| Poon                 | Jun Hongō                                  | Thomas Wenke               |
| Cap                  | Kazou Arai                                 | Marc Skanderberg           |
| Ukraina              | Kōji Nakata                                | Andi Krösing               |
| Flinch               | Shigeyu Hosoi                              | Ralf David                 |
| Iwanow               | Eken Mine                                  | Hubert Burczek             |
| Volvo                | Mahito Tsujimura                           | Lutz Mackensy              |
| Lisa                 | Rihoko Yoshida                             | Yesim Meisheit             |
| Hayate               | Hidekatsu Shibata                          | Erik Schäffler             |
| Dorfältester         | Kōji Yada                                  | Axel Strothmann            |
| Kumaso               | Michihiro Ikemizu                          | Sascha Gluth               |
| Sumito               | Michihiro Ikemizu                          | Tim Gössler                |
| Kyosuke Mamo         | Iemasa Kayumi                              | Bernd Vollbrecht           |
| Fukurokoji           | Masahi Amenomori                           | Michael Tietz              |
| Catherine            | Eiko Masuyama                              | Viola Müller               |
| Raymond              | Keaton Yamada                              | Christopher Arndt          |
| Krösus               | Ryusuke Shiomi                             | Douglas Welbat             |
| Polizeipräsident     | Ichirō Nagai                               | Elmar Gutmann              |
| Beaver               | Akira Kimura                               | Jörg Hengstler             |
| Ginko Hoshikage      | Michiko Hirai                              | Jasmin Arnoldt             |
| Smith                | Kazuo Arai                                 | Claudio Maniscalco         |
| Ganimard III         | Katsumi Itō                                | Achim Buch                 |
| Jinbei               | Kōji Nakata                                | Uwe Thomsen                |
| Maruken              | Wahei Iida                                 | Nic Romm                   |
| Opa                  | Junji Chiba                                | F.G.M. Stegers             |
| Oma                  | Haruko Kitahama                            | Arianne Borbach            |
| Rie Makita           | Michiko Hirai                              | Lena Schmidtke             |
| Ken Makita           | Hisashi Katsuta                            | Thomas Kästner             |
| George Takigawa      | Kōsei Tomita                               | Marko Bräutigam            |
| Gordon               | Shingo Kanemoto                            | Stephan Hoffmann           |

Kiyoshi Kobayashi ist der einzige japanische Synchronsprecher, der nach seiner Besetzung auf Daisuke Jigen im Pilotfilm für die Serie zurückkehrte.

## Musik
Die Musik der Serie wurde von Takeo Yamashita komponiert und die Vor- und Abspannmusik der Serie stammt von Charlie Kosei.

### Vorspann
Während des zweiten und dritten Vorspanns kommt vereinzelt ein Erzähler zum Einsatz, der dem Zuschauer kurz die Handlung der Serie schildert. Bei den Folgen 4–8 und 10–15 ist Yasuo Yamada und in Folge 16 Gorō Naya zu hören. Bei der deutschen Veröffentlichung der Serie wurde bei allen 23 Folgen nur der erste Vorspann zur Serie verwendet.
| Nr. | Titel                                             | Episoden    |
| --- | ------------------------------------------------- | ----------- |
| 1   | ルパン三世主題歌I (Rupan Sansei Theme Song I)     | 1–3 & 9     |
| 2   | Afro "Rupan '68"                                  | 4–8 & 10–15 |
| 3   | ルパン三世主題歌III (Rupan Sansei Theme Song III) | 16–23       |

### Abspann
| Nr. | Titel                                           | Episoden |
| --- | ----------------------------------------------- | -------- |
| 1   | ルパン三世主題歌II (Rupan Sansei Theme Song II) | 1–23     |

## Deutsche Veröffentlichung
Im August 2022 gab Kazé Anime bekannt, dass man sich die Heimvideorechte an der Serie für den deutschsprachigen Raum gesichert hat und eine DVD- und Blu-ray-Veröffentlichung in naher Zukunft plant. Am 4. Juni 2023 wurde bekannt gegeben, dass die Serie unter dem Titel LUPIN III.: Part 1 – The Classic Adventures im Herbst 2023 auf DVD und Blu-Ray erscheinen wird. Die Serie wird in zwei Volumes veröffentlicht, wobei Volume 1 mit den ersten 12 Folgen der Serie am 20. Oktober 2023 auf DVD und Blu-Ray erscheinen wird. Die erste Folge wurde am 10. Oktober 2023 mit deutscher Synchronfassung auf dem offiziellen Crunchyroll Youtube-Kanal veröffentlicht.

## Episodenliste
| Nr. (ges.) | Nr. (St.) | Deutscher Titel                            | Originaltitel                                                        | Erstausstrahlung Japan | Deutschsprachige Erstveröffentlichung (D/A/CH) | Regie                                                       | Drehbuch          |
| ---------- | --------- | ------------------------------------------ | -------------------------------------------------------------------- | ---------------------- | ---------------------------------------------- | ----------------------------------------------------------- | ----------------- |
| 1          | 1         | Brennt Lupin ...?!                         | ルパンは燃えているか...?! Rupan wa Moeteiru ka...?!                  | 24. Okt. 1971          | 10. Okt. 2023                                  | Masaaki Ōsumi                                               | Tadaaki Yamazaki  |
| 2          | 2         | Der Mann, den sie Magier nannten           | 魔術師と呼ばれた男 Majutsushi to Yobareta Otoko                      | 31. Okt. 1971          | 20. Okt. 2023                                  | Masaaki Ōsumi                                               | Atsushi Yamatoya  |
| 3          | 3         | Lebe wohl, geliebte Hexe                   | さらば愛しき魔女 Saraba Itoshiki Majo                                | 7. Nov. 1971           | 20. Okt. 2023                                  | Masaaki Ōsumi                                               | Kiyoshi Miyata    |
| 4          | 4         | Die Chance zum Ausbruch kommt nur einmal   | 脱獄のチャンスは一度 Datsugoku no Chansu wa Ichido                   | 14. Nov. 1971          | 20. Okt. 2023                                  | Masaaki Ōsumi                                               | Tōru Sawaki       |
| 5          | 5         | Auftritt: Goemon der Dreizehnte            | 十三代五ェ門登場 Jūsan-dai Goemon Tōjō                               | 21. Nov. 1971          | 20. Okt. 2023                                  | Masaaki Ōsumi                                               | Tadaaki Yamazaki  |
| 6          | 6         | Regennachmittage sind gefährlich           | 雨の午後はヤバイゼ Ame no Gogo wa Yabai ze                           | 28. Nov. 1971          | 20. Okt. 2023                                  | Masaaki Ōsumi                                               | Seiji Matsuoka    |
| 7          | 7         | Ein Wolf ruft Wölfe                        | 狼は狼を呼ぶ Ōkami wa Ōkami o Yobu                                   | 5. Dez. 1971           | 20. Okt. 2023                                  | Masaaki Ōsumi (Unaufgeführt) Hayao Miyazaki & Isao Takahata | Atsushi Yamatoya  |
| 8          | 8         | Operation „Kartenspiel“                    | 全員集合トランプ作戦 Zenin Shūgō Toranpu Sakusen                     | 12. Dez. 1971          | 20. Okt. 2023                                  | Masaaki Ōsumi (Unaufgeführt) Hayao Miyazaki & Isao Takahata | Kiyoshi Miyata    |
| 9          | 9         | Ein Auftragskiller singt den Blues         | 殺し屋はブルースを歌う Koroshiya wa Burūsu o Utau                    | 19. Dez. 1971          | 20. Okt. 2023                                  | Masaaki Ōsumi                                               | Tōru Sawaki       |
| 10         | 10        | Schnapp dir den Geldfälscher               | ニセ札つくりを狙え! Nisesatsutsukuri wo Nerae!                       | 26. Dez. 1971          | 20. Okt. 2023                                  | Masaaki Ōsumi (Unaufgeführt) Hayao Miyazaki & Isao Takahata | Tōru Sawaki       |
| 11         | 11        | Wenn die siebte Brücke fällt               | 7番目の橋が落ちるとき Nanabanme no Hashi ga Ochiru Toki              | 2. Jan. 1972           | 20. Okt. 2023                                  | Hayao Miyazaki & Isao Takahata                              | Tameo Kohanawa    |
| 12         | 12        | Wer zuletzt lacht, lacht am besten         | 誰が最後に笑ったか? Dare ga Saigo ni Waratta ka?                     | 9. Jan. 1972           | 20. Okt. 2023                                  | Masaaki Ōsumi (Unaufgeführt) Hayao Miyazaki & Isao Takahata | Kazuichi Tsurumi  |
| 13         | 13        | Nimm dich in Acht vor der Zeitmaschine!    | タイムマシンに気をつけろ! Taimumashin ni Ki wo Tsukete!              | 16. Jan. 1972          | 8. Dez. 2023                                   | Masaaki Ōsumi (Unaufgeführt) Hayao Miyazaki & Isao Takahata | Kiyoshi Miyata    |
| 14         | 14        | Wo ist das Katzenauge?                     | エメラルドの秘密 Emerarudo no Himitsu                                | 23. Jan. 1972          | 8. Dez. 2023                                   | Hayao Miyazaki & Isao Takahata                              | Kiyoshi Miyata    |
| 15         | 15        | Lupin schnappen und dann auf nach Europa!  | ルパンを捕まえてヨーロッパへ行こう Rupan wo Tsukamaete Yōroppa e Ikō | 30. Jan. 1972          | 8. Dez. 2023                                   | Hayao Miyazaki & Isao Takahata                              | Seiji Matsuoka    |
| 16         | 16        | Operation Juwelenklau                      | 宝石横取り作戦 Hōseki Yokodori Sakusen                               | 6. Feb. 1972           | 8. Dez. 2023                                   | Hayao Miyazaki & Isao Takahata                              | Mon Shichijō      |
| 17         | 17        | Lupin in der Falle!                        | 罠にかかったルパン Wana ni Kakatta Rupan                             | 13. Feb. 1972          | 8. Dez. 2023                                   | Masaaki Ōsumi (Unaufgeführt) Hayao Miyazaki & Isao Takahata | Mon Shichijō      |
| 18         | 18        | Behaltet den Schönheitswettbewerb im Auge  | 美人コンテストをマークせよ Bijin Kontesuto o Māku se yo              | 20. Feb. 1972          | 8. Dez. 2023                                   | Hayao Miyazaki & Isao Takahata                              | Seiji Matsuoka    |
| 19         | 19        | Welcher Dritte wird gewinnen?              | どっちが勝つか三代目! Dotchi ga Katsu ka Sandaime!                   | 27. Feb. 1972          | 8. Dez. 2023                                   | Hayao Miyazaki & Isao Takahata                              | Shunichirō Koyama |
| 20         | 20        | Fang den falschen Lupin                    | ニセルパンを捕まえろ! Nise Rupan o Tsukamaero!                       | 5. März 1972           | 8. Dez. 2023                                   | Hayao Miyazaki & Isao Takahata                              | Mon Shichijō      |
| 21         | 21        | Rette die widerspenstige Kratzbürste       | ジャジャ馬娘を助けだせ! Jajaumamusume o Tasukedase!                  | 12. März 1972          | 8. Dez. 2023                                   | Hayao Miyazaki & Isao Takahata                              | Seiji Matsuoka    |
| 22         | 22        | Operation Computer: Der erste Zug gewinnt! | 先手必勝コンピューター作戦! Sente Hisshō Konpyūtā Sakusen!           | 19. März 1972          | 8. Dez. 2023                                   | Hayao Miyazaki & Isao Takahata                              | Kiyoshi Miyata    |
| 23         | 23        | Der große Showdown ums Gold!               | 黄金の大勝負! Ōgon no Daishōbu!                                      | 26. März 1972          | 8. Dez. 2023                                   | Hayao Miyazaki & Isao Takahata                              | Tatsuo Tamura     |

## Fortsetzungen
Aufgrund der langsam steigenden Beliebtheit der Serie während der 1970er Jahre wurden im Laufe der Jahre mehrere Fortsetzungen im japanischen Fernsehen ausgestrahlt:
- Lupin III.: Part 2 mit 155 Folgen (1977–1980)
- Lupin III.: Part 3 mit 50 Folgen (1984–1985)
- Lupin III.: The Woman Called Fujiko Mine mit 13 Folgen (2012)
- Lupin III.: Part 4 mit 26 Folgen (2015–2016)
- Lupin III.: Part 5 mit 24 Folgen (2018)
- Lupin III.: Part 6 mit 25 Folgen (2021–2022)